# Buckfield
Buckfield és una població dels Estats Units a l'estat de Maine (EUA). Segons el cens del 2000 tenia 1.723 habitants.

## Demografia
Segons el cens del 2000, Buckfield tenia 1.723 habitants, 668 habitatges, i 476 famílies. La densitat de població era de 17,7 habitants per km².
Dels 668 habitatges en un 35,3% hi vivien nens de menys de 18 anys, en un 58,5% hi vivien parelles casades, en un 9% dones solteres, i en un 28,7% no eren unitats familiars. En el 20,2% dels habitatges hi vivien persones soles el 6,7% de les quals corresponia a persones de 65 anys o més que vivien soles. El nombre mitjà de persones vivint en cada habitatge era de 2,58 i el nombre mitjà de persones que vivien en cada família era de 2,99.
Per edats la població es repartia de la següent manera: un 26,8% tenia menys de 18 anys, un 7,5% entre 18 i 24, un 30,9% entre 25 i 44, un 25% de 45 a 60 i un 9,9% 65 anys o més.
L'edat mediana era de 37 anys. Per cada 100 dones de 18 o més anys hi havia 96,5 homes.
La renda mediana per habitatge era de 36.821 $ i la renda mediana per família de 40.078 $. Els homes tenien una renda mediana de 28.472 $ mentre que les dones 22.262 $. La renda per capita de la població era de 17.503 $. Entorn del 5,6% de les famílies i el 8,3% de la població estaven per davall del llindar de pobresa.